# Jeniec Europy

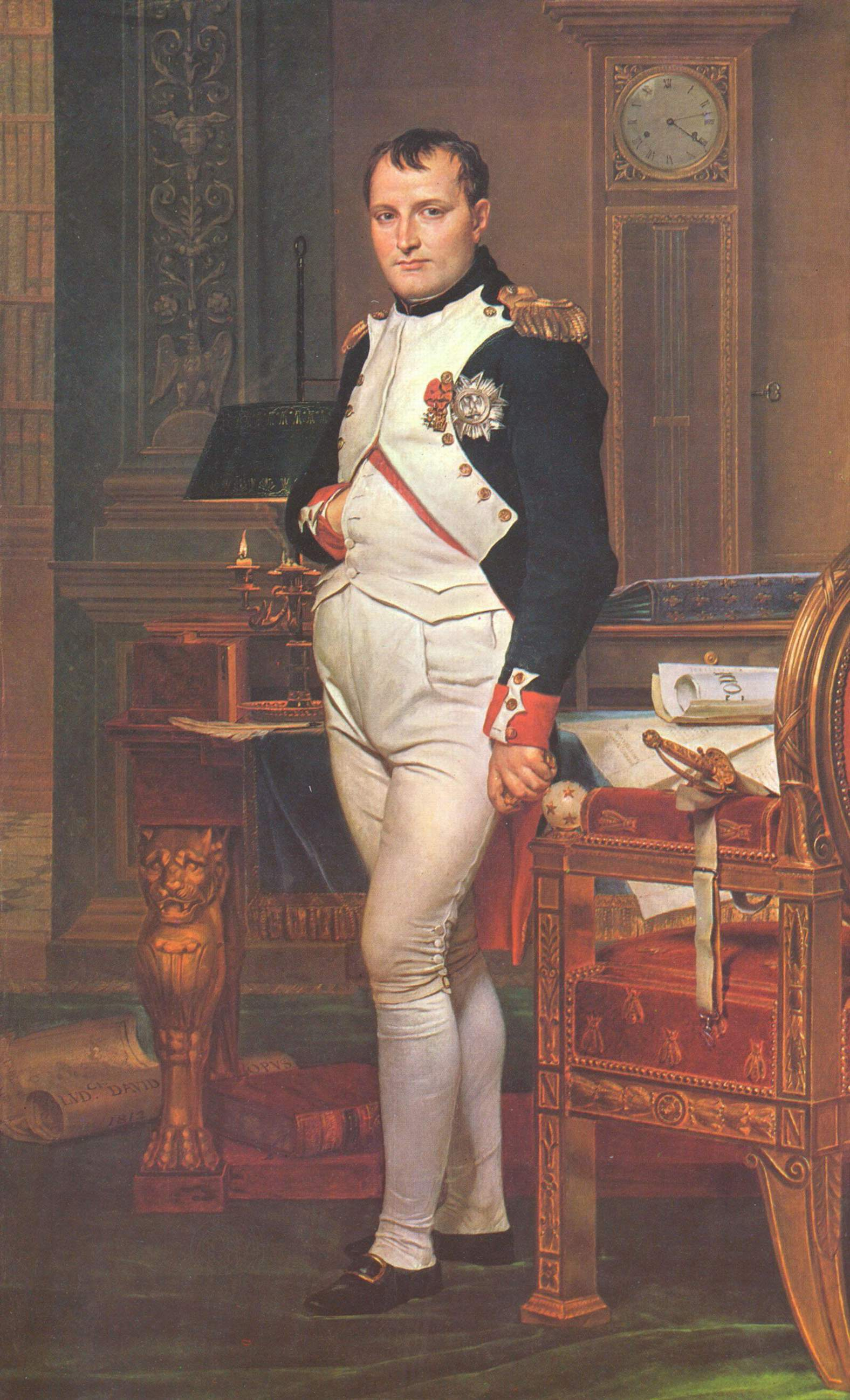
Napoleon Bonaparte

Jeniec Europy – tytuł powieści autorstwa Juliusza Dankowskiego, wydanej przez PIW w roku 1987. Na jej podstawie powstał też film.
Głównym bohaterem powieści jest, na co już sam tytuł wskazuje, pokonany przez koalicję europejskich mocarstw cesarz Napoleon Bonaparte, zesłany po porażce na wyspę Świętej Heleny. Jego głównym antagonistą jest lord Hudson Lowe, gubernator tej brytyjskiej posiadłości.